# Michail Silytsch Kosodajew
Michail Silytsch Kosodajew (russisch Михаил Силыч Козодаев; * 22. Oktoberjul. / 4. November 1909greg. in St. Petersburg; † 6. Juni 1986) war ein russischer Kernphysiker und Hochschullehrer.

## Leben
1928 begann Kosodajew auf einer Werft als Elektroinstallateur zu arbeiten. 1931–1932 diente er in der Roten Armee.
1932 wurde Kosodajew Laborant im Leningrader Physikalisch-Technischen Institut. Er arbeitete in A. I. Alichanows Gruppe und beobachtete die Positronenemission radioaktiver Atomkerne. Daneben studierte er ab 1933 an der physikalisch-mathematischen Fakultät der Universität Leningrad (Abschluss 1938). 1934 entdeckte er zusammen mit A. I. Alichanjan und Alichanow die Positron-Elektron-Annihilation. Er schlug ein Teleskop mit Geigerzähler für die Untersuchung der kosmischen Strahlung vor.
Während des Sowjetisch-Finnischen Winterkrieges 1939–1940 war Kosodajew Zugführer bei der Artillerieaufklärung. Während des Deutsch-Sowjetischen Krieges arbeitete er in der Industrie an Entwicklungen der Funktechnik mit.
Ab 1943 arbeitete Kosodajew im Laboratorium Nr. 2 für Messinstrumente (LIPAN) der Akademie der Wissenschaften der UdSSR (AN-SSSR) (das spätere Kurtschatow-Institut) in Moskau. Er entwickelte eine Anlage zur Registrierung des Myonenzerfalls für die Untersuchung der Kosmischen Strahlung. 1948–1949 leitete er die Entwicklung von Dosimetern. Für die Beteiligung am Sowjetischen Atombombenprojekt erhielt er 1949 den Stalinpreis und den Leninorden. Er war Doktor der physikalisch-mathematischen Wissenschaften, und als Professor am Moskauer Ingenieursphysik-Institut (MIFI) richtete er dort 1949 den Lehrstuhl für experimentelle Methoden der Kernphysik ein, den er bis 1960 leitete.
1950 wurde Kosodajew Vizechef des Hydrotechnischen Laboratoriums im Institut für Kernprobleme der AN-SSSR in Dubna (ab 1956 Teil des Vereinigten Instituts für Kernforschung). Dort bearbeitete er Probleme der Physik und Technik der Teilchenbeschleuniger. 1955 nahm er an der ersten Genfer Atomkonferenz zur friedlichen Nutzung der Atomenergie teil. 1957 wurde er auf Vorschlag Alichanows Direktorstellvertreter des Moskauer Instituts für Theoretische und Experimentelle Physik der AN-SSSR (bis 1973).

## Ehrungen
- Medaille „Für heldenmütige Arbeit im Großen Vaterländischen Krieg 1941–1945“
- Orden des Roten Sterns (1945)
- Leninorden (1949)
- Stalinpreis (1949)
- Ehrenzeichen der Sowjetunion (1952)
- Orden des Roten Banners der Arbeit (1955)